# Dick, Kerr's Ladies Football Club
La Dick, Kerr's Ladies Football Club è stata una squadra di calcio femminile nata nel 1917 tra le operaie della Dick, Kerr & Co. di Preston, dove lavoravano alla produzione di munizioni, ai tempi della prima guerra mondiale. Possono essere considerate tra le pioniere del calcio femminile in Inghilterra e nel mondo. La divisa della squadra era composta da maglia bianconera, pantaloncini blu e un cappello. La squadra è rimasta attiva dal 1917 al 1965, disputando un totale di 833 partite, conseguendo 759 vittorie, 46 pareggi e 28 sconfitte. Nel 1920 la squadra ha affrontato una compagine francese davanti a circa 25 000 spettatori che erano accorsi al Deepdale in quella che risultò essere la prima partita internazionale di calcio femminile. La squadra incontrò anche l'opposizione della federazione inglese (The FA), che proibì alle squadre femminili di usare stadi e campi da gioco gestiti da squadre affiliate alla federazione dal 1921 al 1971.

## Storia

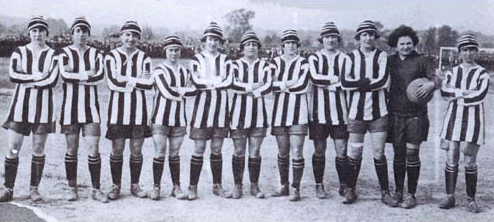
Le Dick, Kerr's Ladies negli Stati Uniti nel 1922

### Le origini
Con lo scoppio della prima guerra mondiale la fabbrica di locomotive Dick, Kerr & Co. venne convertita in fabbrica di munizioni e molte ragazze vennero assunte nel 1914 per coprire i posti lasciati liberi dagli uomini che partirono per il fronte. La ditta fu una delle prime ad aumentare il morale dei propri operai attraverso attività sportive. In questo contesto, per sollevare il morale di operai e operaie, vennero organizzate delle sfide di calcio che videro competere sia uomini che donne. Alfred Frankland, un amministratore di ufficio, che osservava le ragazze giocare a pallone durante le pause pranzo, propose a Grace Sibbert, un'operaia che emergeva come riferimento per le ragazze che giocavano a pallone, di formare una squadra per giocare partite di beneficenza in occasione del Natale 1917. La proposta venne accolta e il giorno di Natale 1917 venne organizzata una partita tra le Dick, Kerr's Ladies, capitanate da Alice Kell, e la squadra della Arundel Courthard Foundry. La partita venne disputata al Deepdale di Preston davanti a circa 10 000 spettatori, vennero raccolti circa 600 sterline (circa 50 000 sterline rapportate al 2019) per i soldati feriti e convalescenti presso l'ospedale Moor Park, e vide la vittoria delle Dick, Kerr's Ladies per 4-0.
Il 21 dicembre 1918 la squadra disputò una nuova partita, venendo sconfitta dalle Lancaster Ladies per 2-0. Alfred Frankland, che allenava la squadra, convinse tre calciatrici delle Lancaster Ladies ad unirsi alle Dick, Kerr's Ladies, che nel giorno di Natale 1918 sfidarono le Bolton Ladies. All'inizio del 1919 le Dick, Kerr's Ladies sconfissero per 6-1 le St. Helens Ladies; Alfred Frankland rimase impressionato dalla bravura di due avversarie di Alice Woods della quattordicenne Lily Parr. Al termine della partita chiese loro di unirsi alle Dick, Kerr's Ladies, offrendo loro un pagamento di 10 scellini per ogni gara disputata e pagando loro le spese di trasporto.

### Le sfide con le francesi e altri successi

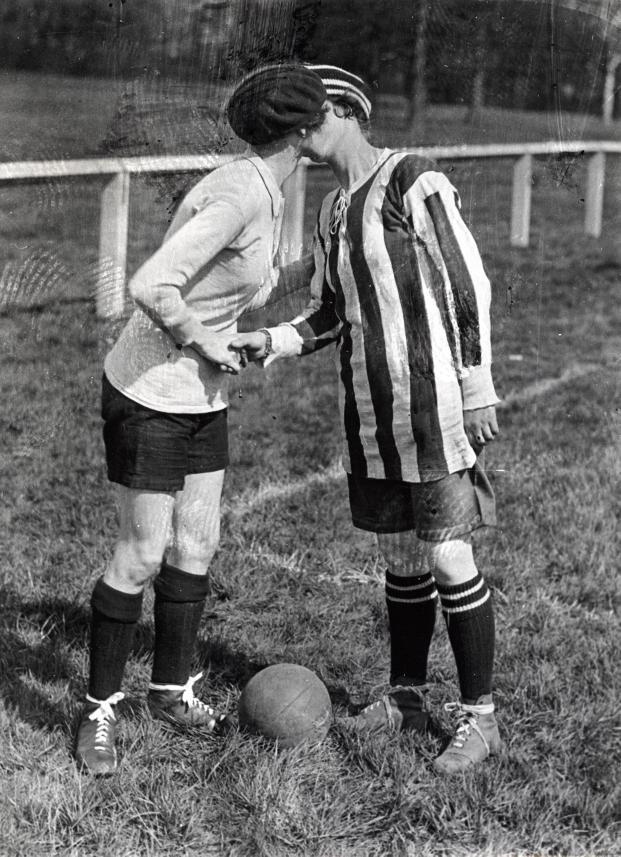
Il bacio tra Kell e Braquemond

Nel 1920 Frankland si accordò con Alice Milliat, fondatrice della Fédération des Sociétés Feminines Sportives de France, perché mandasse una selezione francese a disputare una serie di partite contro le Dick, Kerr's Ladies che avrebbero rappresentato l'Inghilterra. La prima partita venne giocata al Deepdale di Preston davanti a ben 25 000 spettatori, con le inglesi che vinsero per 2-0 grazie alle reti di Florrie Harris e Jennie Harris. Questa risultò essere il primo incontro internazionale di calcio femminile, del quale si abbia notizia. Furono poi disputate tra le due squadre altre tre partite in Inghilterra: a Stockport dove le inglesi vinsero per 5-2, a Manchester dove si ebbe un pareggio (1-1) e allo Stamford Bridge di Londra dove a vincere furono le francesi per 2-1, con le inglesi costrette a giocare la maggior parte della partita in dieci per un infortunio a Jennie Harris. Quest'ultima partita fece parlare i giornali anche per il bacio tra le due capitane, Alice Kell e Madeline Bracquemond, alla fine della partita.
Nell'ottobre 1920 Frankland portò le ragazze in Francia per giocare quattro partite, diventano la prima squadra di calcio femminile a disputare partite all'estero. Oltremanica pareggiarono 1-1 a Parigi e vinsero 2-0 a Roubaix, 6-0 a Le Havre e 2-0 a Rouen. Al rientro a Preston, Frankland venne informato della necessità di raccogliere ulteriori fondi per la causa dei soldati bisognosi reduci dalla prima guerra mondiale e decise di organizzare una sfida contro una selezione del resto dell'Inghilterra. La partita venne disputata il 16 dicembre 1920 sempre al Deepdale, ma questa volta in notturna, grazie al permesso concesso da Winston Churchill, allora segretario di Stato per la guerra, di usare due proiettori antiaerei per illuminare il campo da gioco. Le Dick, Kerr's Ladies vinsero per 4-0 grazie a una doppietta di Jennie Harris e alle reti di Florrie Redford e Minnie Lyons. Il 26 dicembre 1920 venne disputata la partita le migliori squadre di calcio femminile in Inghilterra, le Dick, Kerr's Ladies e le St Helen's Ladies, al Goodison Park di Liverpool. La partita venne vinta dalle Dick, Kerr's Ladies per 4-0 davanti a ben 53 000 spettatori, con una stima di circa altri 14 000 che non poterono accedere allo stadio, e per una raccolta complessiva di 3115 sterline (circa 147 000 sterline rapportate al 2019).

### L'esclusione dagli stadi della Football Association
Nel maggio 1921 dopo altre sfide a una compagine francese, Frankland convinse la francese Carmen Pomies (1900-1982, che fu anche valida lanciatrice di giavellotto) a trasferirsi a Preston e a giocare per le Dick, Kerr's Ladies. Nello stesso 1921 Frankland dovette rifiutare diversi inviti a disputare partite per tutta l'isola, con la squadra che giocò 67 partite davanti a circa 900 000 spettatori complessivamente, e continuando a lavorare a tempo pieno in fabbrica.
La popolarità guadagnata dalla squadra, e con essa dal calcio femminile, non era ben vista però dalla Football Association (The FA) che, il 5 dicembre 1921 vietò alle sue squadre di concedere l'utilizzo dei loro campi a squadre femminili, con il pretesto che le donne non avrebbero avuto un fisico adatto al gioco del calcio. Nonostante ciò le Dick, Kerr's Ladies continuarono la loro attività perché l'azienda aveva acquistato nel 1919 il campo da gioco presso l'Ashton Park, mentre altre squadre di calcio femminile patirono questa decisione della FA.

### Il tour in America
Nel 1922 Frankland portò la squadra in tournée nel Canada e negli Stati Uniti, ma quando il 22 dicembre 1922 arrivarono in Québec scoprirono che la Dominion Football Association aveva vietato loro di giocare partite di calcio contro squadre canadesi. Vennero poi accettate negli Stati Uniti, dove acconsentirono di giocare una serie di partite contro squadre maschili che comprendevano anche giocatori che avevano disputato partite di campionato in Gran Bretagna e almeno un giocatore che fece poi parte della nazionale statunitense ai mondiali del 1930. Il bilancio fu di tre vittorie, tre pareggi e tre sconfitte. Il portiere Peter Renzulli riconobbe il valore delle Ladies affermando che: "eravamo campioni nazionali e abbiamo fatto una fatica d'inferno per batterle".

### Gli anni successivi
Rientrate in Inghilterra, le Dick, Kerr's Ladies continuarono a disputare partite di calcio come mezzo per raccogliere soldi per beneficenza, ma il divieto di disputare partite in stadi appartenenti a società affiliate alla FA impattò molto sul numero di spettatori che andavano ad assistere alle partite e quindi all'ammontare di denaro raccolto. Nel 1923 la Dick, Kerr & Co. venne acquistata dalla English Electric, che decise di consentire alle ragazze di usare l'Ashton Park come campo da gioco, ma rinunciando a sovvenzionare la squadra e togliendo a Frankland la possibilità di dedicare tempo ad allenare la squadra, che nel frattempo aveva cambiato denominazione in Preston Ladies. Frankland decise così di lasciare la compagnia per poter continuare ad avere la possibilità di allenare le ragazze.
Nel 1937 le Preston Ladies disputarono la partita valida Championship of the World contro le Edinburgh Ladies, che si ritenevano la miglior squadra scozzese, vincendo per 5-1. Successivamente, le ragazze festeggiarono la vittoria e il ventesimo anniversario della fondazione della squadra in una World Championship Victory Dinner. Lily Parr continuò a giocare per le Ladies fino al 1951, realizzando circa un migliaio di reti nei 31 anni di carriera con la squadra di Preston. Nel 1957 Frankland morì e il suo posto venne preso da Kath Latham, che lo aveva assistito nella guida della squadra negli ultimi anni quando la sua salute stava peggiorando, diventando così la prima allenatrice di una squadra di calcio femminile. Negli anni successivi il minor numero di calciatrici disponibili a giocare per le Preston Ladies, la difficoltà nel trovare avversarie contro le quali giocare e la crescente ostilità della FA costrinsero Kath Latham a prendere nel 1965 la decisione di sciogliere la squadra.

## Divise
| Divisa classica, in uso dalla fondazione al 1926 | divisa in uso dal 1926 al 1965 |